# 懿峯
懿峯（英語：Seymour）為香港西半山西摩道的單幢住宅，住宅樓高共47層，由永泰亞洲發展，於2011年第四季入伙。

## 歷史
懿峯前身為位於住宅餘園，由英皇國際持有，及後於2007年11月，永泰亞洲母公司富聯國際集團及美聯銀行以14.68億元購入業權，而項目發展為住宅，即懿峯，於2011年中售罄。

## 簡介
項目設計概念為沿用同發展商永泰亞洲的懿薈。而由於西摩道附近的新盤供應較少，另外該區為傳統住宅區及景觀可望維多利亞港，故開售呎價由$21,000起。住宅只有41層及一層隔火層，包括5層之基層共47層，但則有最高63樓（不設4-6、14、24、34、40-49及54樓），被指是嚴重跳層。其中地下至三樓為大堂入口、會所及停車場，七樓以上為住宅。
住宅一共82個單位，一梯兩伙，單位由約1,900至2,300平方呎，而示範單位曾設於灣仔W Square。另外會所設施包括室外游泳池、健身室、宴會廳等。

## 欠薪事件
2013年1月15日、40名會所裝修工人因欠薪問題、在該大廈的西摩道車路出入口靜坐抗議、住客暫時不能駕車出入。

## 附近物業
- 信怡閣
- SOHO 38
- 高雲臺
- 輝煌豪園
- 嘉寶園
- 基督教五筍節堂

## 外部連結
- 懿峯 官方網頁 （页面存档备份，存于）